# Селафаил (линейный корабль, 1715)
Селафаил — парусный линейный корабль 4 ранга, спущенный на воду в 1715 году.

## Описание корабля
Корабль имел два дека. Вооружение корабля составляли 52 орудия калибра от 4 до 18 фунтов
Корабль назван в честь одного из восьми христианских архангелов Селафиила и был первым из трёх парусных линейных кораблей российского флота, названных именем этого архангела. Также одноимённые парусные корабли строились в 1803 году для Балтийского флота и в 1840 году — для Черноморского, помимо этого в составе Баотийского флота с 1746 по 1760 год нёс службу одноимённый фрегат.

## История службы
Корабль «Селафаил» был заложен на верфи Архангельского Адмиралтейства 20 июня 1714 года. Постройку корабля вёл корабельный мастер Питер Геренс. «Селафаил» был спущен со стапеля в июне 1715 года.
Участвовал в Северной войне.